# Сан-Гавино-Монреале
Сан-Гавино-Монреале (итал. San Gavino Monreale) — коммуна в Италии, располагается в регионе Сардиния, в провинции Южная Сардиния.
Население составляет 8 434 человек (30-06-2019), плотность населения составляет 96,5 чел./км². Занимает площадь 87,4 км². Почтовый индекс — 9037. Телефонный код — 070.
Покровителем населённого пункта считается святой Santa Chiara.

## Демография
Динамика населения:

## Администрация коммуны
- Официальный сайт: